# ママの遺したラヴソング
『ママの遺したラヴソング』（ママののこしたラヴソング、A Love Song for Bobby Long）は、2004年のアメリカ合衆国のドラマ映画。ロナルド・イヴァレット・カップスによる小説『Off Magazine Street』を映画化した作品である。スカーレット・ヨハンソンはこの作品でゴールデングローブ賞の主演女優賞（ドラマ部門）にノミネートされた。

## ストーリー
フロリダで怠惰な生活を送っていた少女パーシーは、母ロレーンの死を知り、故郷のニューオーリンズに戻る。そこでパーシーは、母の家に住み着き、母を看取った見知らぬ2人の男、母の友人と名乗る元英文学教授で初老のアルコール中毒の男ボビーとその助手で作家志望の青年ローソンと出会う。幼い頃から離れて暮らしていた母のことを知りたくなったパーシーは、彼らと3人で共同生活を始める。

## キャスト
※括弧内は日本語吹替
- ボビー・ロング - ジョン・トラボルタ（江原正士）
- パースリーン（パーシー）・ウィル - スカーレット・ヨハンソン（斉藤梨絵）
- ローソン・パインズ - ガブリエル・マクト（森川智之）
- ジョージアナ - デボラ・カーラ・アンガー（藤本喜久子）
- セシル - デイン・ローデス（楠見尚己）
- ジュニア - デヴィッド・ジェンセン（辻親八）
- リー - クレイン・クロフォード（志村知幸）